# Abraham Cresques

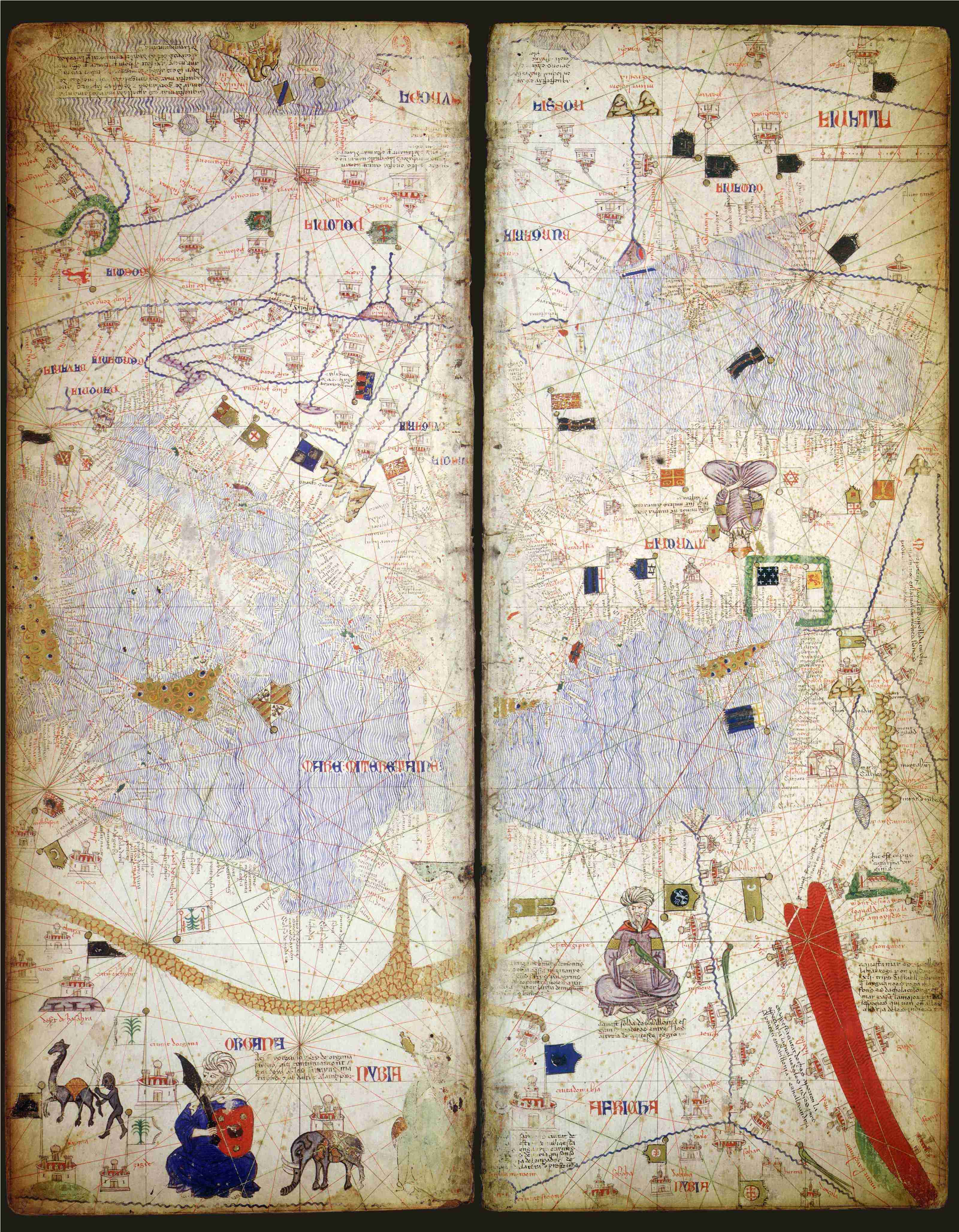
Een kaart uit de Catalaanse Atlas

Abraham Cresques (Mallorca, 1325 – 1387) was een Joodse cartograaf. Hij heeft zijn hele leven kaarten, klokken, kompassen en andere navigatieapparatuur gemaakt. Samen met zijn zoon Jehoeda Cresques maakte hij de Catalaanse Atlas uit 1375. 
- Biblioteca Nacional de España: XX887778
- Bibliothèque nationale de France: cb12759517z (data)
- Catàleg d'autoritats de noms i títols de Catalunya: 981058512019506706
- Gemeinsame Normdatei: 121105733
- International Standard Name Identifier: 0000 0000 8168 8695
- Library of Congress Control Number: n79120231
- Nationale Bibliotheek van Tsjechië: jo20211098356
- Nationale bibliotheek van Australië: 35708977
- Nederlandse Thesaurus van Auteursnamen: 067486835
- LIBRIS: 210967
- Système universitaire de documentation: 223368679
- Union List of Artist Names: 500036288
- Virtual International Authority File: 97751321
- WorldCat: E39PBJhmFvrC6JkFBfGydrYByd